# Grand Cru Classé (officiel vinklassifikation 1855)
Den officielle klassificering af Bordeaux-vin fra 1855 stammer fra udstillingen Universelle de Paris fra 1855, da kejser Napoleon III anmodede om et klassificeringssystem for Frankrigs bedste Bordeaux-vine, der skulle vises for besøgende fra hele verden. Mæglere fra vinindustrien rangerede vinene efter Slottenes omdømme og vinens handelspris, som på det tidspunktvar direkte relateret til kvalitet.
Vinene blev rangordnet fra første til femte vækst (crus). Alle rødvine på listen kom fra Médoc undtagen én: Château Haut-Brion fra Graves. Hvidvinene var mindre betydningsfulde end de røde vine og var begrænset til de søde sorter af Sauternes og Barsac. De blev kun rangordnet fra den overlegne første vækst til den anden vækst (1. cru og 2. cru). 
var mindre betydningsfulde end rødvin og var begrænset til de søde sorter af Sauternes og Barsac. De blev kun rangordnet fra den overlegne første vækst til den anden vækst. 
På fransk Les Grands Crus classés en 1855 . Godserne er angivet med deres kommune (landsby) og deres AOC i parentes, hvis de afviger fra kommunen. Navnene fremgår af mæglerne den 18. april 1855, efterfulgt af de moderne navne, som brugen af "second cru" til røde vine og "deuxième cru" til hvide vine. 

## Rødvine fra Gironde

### Første vækst (Premiers Crus)
- Château Lafite, nu Château Lafite Rothschild, Pauillac
- Château Latour, Pauillac
- Château Margaux, Margaux
- Haut-Brion, [a] nu Château Haut-Brion, Pessac, Graves
- Mouton (i dag Château Mouton Rothschild), optaget som 2. vækst i 1855, optaget som 1. vækst/1. cru i 1973, Pauillac

## Galleri
- Château Lafite-Rothschild
- Château Léoville-Barton
- Château Grand-Puy-Ducasse
- Château Doisy Daëne